# Olsfors
Olsfors est une localité de la commune de Bollebygd dans le comté de Västra Götaland en Suède.
Sa population était de 624 habitants en 2019.